# 海上軍事補給
海上軍事補給是一個軍事術語，指使用貨船來部署軍事物資，例如武器、車輛、人員和補給品。它是對其他軍事補給方式如空運等的補充方法，以增強一個國家投射軍事力量的能力。
海上軍事補給分為三大類：貨輪、油輪和運兵船。貨輪可以運輸進行和維持行動所需的設備和物資，油輪運載燃料，而運兵船則負責將人員運送到戰區並疏散非戰鬥人員或需要醫療援助的人員。
海上軍事補給也可分為戰略海上軍事補給和戰術上軍事補給。 戰略海上軍事補給是將車輛和設備運輸到擁有港口的集結地，而人員通過其他方式到達。戰術海上軍事補給是指利用船隻運載人員以及車輛和設備，並且能夠直接地部署他們，如同兩棲戰一般。